# HD 220460
HD 220460，又名BD+31 4901，SAO 73223、HR 8899，是一颗恒星，视星等为6.69，位于銀經102.29，銀緯-26.8，其B1900.0坐标为赤經23h 18m 52.4s，赤緯+31° -26.8′ 53″。